# 大橋武夫
大橋 武夫（おおはし たけお、1906年（明治39年）11月18日 - 1987年（昭和62年）7月13日）は、日本の陸軍軍人、実業家、経営評論家。
軍人として第53軍参謀・東部軍参謀等を務め、階級は陸軍中佐に至る。戦後東洋精密工業社長、同社相談役や偕行社副会長を歴任する。愛知県蒲郡市出身。

## 経歴
明治39年11月陸軍中佐大橋崧次郎の四男として生まれ、愛知四中・名古屋陸軍幼年学校・陸軍士官学校予科を経て昭和2年7月19日に陸軍士官学校を卒業。同年10月25日、陸軍砲兵少尉に任官され、野戦重砲兵第2連隊附を命ぜられる。士官候補生第39期の大橋の同期には陸軍省軍務局軍事課高級課員で戦後陸将・陸上幕僚副長となる高山信武大佐や、南方軍第2課長の矢野連大佐、関東軍作戦主任参謀の草地貞吾大佐がいる。
昭和3年8月野戦重砲兵第7連隊に移り、昭和5年10月砲兵中尉に進級する。同年11月陸軍砲工学校高等科を卒業し、昭和8年8月陸軍野戦砲兵学校教官を命ぜられる。昭和10年8月砲兵大尉に進級し野戦重砲兵第7連隊中隊長に就く。同年12月支那駐屯軍砲隊中隊長に移る。昭和13年7月の山砲兵第27連隊附を経て昭和14年5月陸軍大学校に専科学生として入校する。昭和15年2月に卒業し、同月中に陸軍重砲兵学校教官に就任する。同年3月砲兵少佐に進級し、8月から陸軍野戦砲兵学校附となる。
中国の最前線に投入されたことに関しては「部下が二・二六事件のメンバーだったため責任をとらされた」「最前線だから、内地のように内部抗争にあけくれるということがなく、純粋に戦争の指揮に打ち込めて、良い体験をした。」「白人の老人が若い中国人の彼女をはべらしており驚いた。」「最善に最善を尽くしたのに部下を殺してしまい、悔やんでも悔やみきれない。」と述べている。
昭和16年3月から第12軍参謀に移り、昭和17年12月再び陸軍重砲兵学校教官を拝命する。昭和19年3月砲兵中佐に進み、昭和19年6月から東部軍参謀、昭和20年4月に第53軍参謀に移る。その職のまま終戦を迎え、昭和20年12月予備役編入。戦後は陸軍中佐のため、公職追放となり、38歳で日本通運の運転手となる。その後東洋精密工業社長（大橋の退任後事業停止しオリエント時計に買収される）を務め後に相談役へ退き、兵法経営塾を主宰する。

## その他
原文そのままではわかりにくく、軍人以外には理解しにくい兵法を一般の人向けに簡易に解説したため有名になった。大橋自身が軍人であり戦時中は兵法を完全に身につける必要があった。また、戦後は運転手と時計会社の経営者であった。そのため戦後のビジネスの世界で自分が戦時中に体得した兵法が役に立つことを痛感し、ビジネスに兵法をどう生かす方法を著作を通じて訴えた。時計の宣伝目的の著作でなく、私心なく訴えたため、ジェムケリー社長の中野猛など、経済界を中心にファンは多い。しかし、本田宗一郎は著作の中で、「現在経営に兵法を取り入れるということがはやっているというが戦争とビジネスはまったく別だ」「日の丸をみんなが兵隊さんにふっている観念論の戦時中は許せない、思い出したくもない」と著作の「俺の考え」の中で大橋を批判している。
なお、「軍事の専門教育を受け中国での実戦経験のある兵法解説者」という、ある意味貴重な存在でもある（兵法の解説は中国史・中国哲学などの学者がするのが普通である）。また、メッケルが創設した戦前の陸軍大学校を卒業しているため、ヨーロッパの政治、軍事の解説は優れている。「説明は相手がわからないとダメ、本来は全部マンガが望ましい」と常にわかりやすい言葉を心がけ、重要なことは何回もくりかえした著作の数々はベストセラーは一冊もならなかったものの、数多くのロングセラーとなった。

## 家族
スペイン風邪の大流行で成人前に大橋の兄弟の三人は病死している。また、高校教師の娘も40代で病死
- 兄-大橋恭三、海軍大佐（海軍大学校甲種31期卒業、三和義勇海軍少将と同期）
- 妻-松浦寛威、陸軍中将（松浦淳六郎陸軍中将の兄）の娘

## 主な著書
- 「統帥綱領」建帛社（昭和47年）ISBN 4767985013
- 「作戦要務令」建帛社（昭和51年）
- 「名将の演出」マネジメント社（昭和52年）
- 「続　名将の演出」マネジメント社（昭和52年）
- 「状況判断」マネジメント社（昭和53年）
- 「軍事機密統帥綱領」建帛社（昭和54年）
- 「マキャベリ兵法」マネジメント社（昭和55年）
- 「兵法徳川家康」マネジメント社（昭和57年）
- 「兵法項羽と劉邦」（昭和57年）
- 『鬼谷子：国際謀略の原典を読む』（徳間書店、昭和五十七年） ISBN 4192425963
- 「兵法 ナポレオン―命令戦法で勝ち訓令戦法に敗れた天才的指導者」（昭和58年）ISBN 978-4837801221
- 「参謀総長モルトケ ドイツ参謀本部の完成者」マネジメント社（昭和59年）ISBN 978-4837801382
- 「チャーチル アングロサクソンの世界戦略」マネジメント社（昭和60年）ISBN 978-4837801498
- 「戦いの原則」プレジデント社（昭和61年）
- 「マキャベリズム経営学」原書房
- 「兵書研究」日本工業新聞社
- 「戦略と謀略」マネジメント社
- 「座右の銘」マネジメント社
- 「兵法で経営する」ビジネス社
- 「統率学入門」ビジネス社
- 「図解兵法」ビジネス社
- 「参謀学」ビジネス社
- 「人生の先手を取れ！」三笠書房（昭和63年）ISBN 4-8379-0259-6
- 「人は何故「この人」についていくのか！」三笠書房（平成2年）ISBN 4-8379-0384-3
- 「人は何によって動くのか」PHP研究所（平成3年）ISBN 4-569-56432-1
- 「兵法孫子」PHP研究所（平成17年）ISBN 456966461X